# U-510
El submarí alemany U-510 va ser un submarí tipus IXC/40 de la Kriegsmarine de l'Alemanya nazi durant la Segona Guerra Mundial, que més tard va servir a la Marina Francesa. El submarí va ser abocat l'1 de novembre de 1940 a la drassana Deutsche Werft d'Hamburg com a número de drassana 306, botat el 4 de setembre de 1941 i comissionat el 25 de novembre de 1941 sota el comandament del Korvettenkapitän Karl Neitzel.
Després d'entrenar-se amb la 4a Flotilla d'U-Boot a Stettin, l'U-510 va ser transferit a la 10a Flotilla amb base a Lorient, a la França ocupada, per al servei en primera línia l'1 d'agost de 1942. El Kapitänleutnant Alfred Eick va prendre el comandament del submarí el 22 de maig de 1943 i va ser transferit a la 33a flotilla l'1 d'octubre de 1944, que operava en aigües del sud-est asiàtic. Durant les seves set patrulles de guerra, el submarí va enfonsar dotze vaixells amb un total de 71.349 tones de registre brut (TRB), va danyar vuit, amb un total de 53.289 TRB, i va causar tres pèrdues totals, amb un total de 24.338 TRB.
El submarí va ser capturat per les forces estatunidenques a Saint-Nazaire el 10 de maig de 1945. Rebatejat com a Bouan, va servir a la Marina Francesa des de 1947 fins que va ser apartat l'1 de maig de 1959. El submarí va ser desballestat el 1960.

## Disseny
Els submarins alemanys Tipus IXC/40 eren lleugerament més grans que els Tipus IXC originals. L'U-510 tenia un desplaçament de 1.144 tones (1.126 tones llargues) quan era a la superfície i de 1.257 tones (1.237 tones llargues) mentre estava submergit. El submarí tenia una longitud total de 76,76 m (251 peus i 10 polzades), una longitud del casc a pressió de 58,75 m (192 peus i 9 polzades), una  mànega de 6,86 m (22 peus i 6 polzades), una alçada de 9,60 m (31 peus i 6 polzades) i un calat de 4,67 m (15 peus i 4 polzades). El submarí estava propulsat per dos motors dièsel MAN M 9 V 40/46 sobrealimentats de quatre temps i nou cilindres que produïen un total de 4.400 cavalls de potència (3.240 kW; 4.340 shp) per al seu ús en superfície, i dos motors elèctrics de doble acció Siemens-Schuckert 2 GU 345/34 que produïen un total de 1.000 cavalls de potència a l'eix (1.010 PS; 750 kW) per utilitzar-lo submergit. Tenia dos eixos i dues hèlixs d'1,92 m (6 peus). El vaixell era capaç d'operar a profunditats de fins a 230 metres (750 peus).
El submarí tenia una velocitat màxima en superfície de 18,3 nusos (33,9 km/h) i una velocitat màxima en submergir de 7,3 nusos (13,5 km/h). Quan estava submergit, el vaixell podia navegar durant 63 milles nàutiques (117 km) a 4 nusos (7,4 km/h); quan sortia a la superfície, podia recórrer 13.850 milles nàutiques (25.650 km) a 10 nusos (19 km/h).
L'U-510 estava equipat amb sis tubs de torpedes de 53,3 cm (21 polzades) (quatre instal·lats a la proa i dos a la popa), 22 torpedes, un canó naval SK C/32 de 10,5 cm (4,13 polzades) amb 180 projectils, així com d'un canó antiaeri SK C/30 de 3,7 cm (1,5 polzades) i un C/30 de 2 cm (0,79 polzades). El vaixell tenia una tripulació de quaranta-vuit membres.

## Historial de servei

### Primera patrulla
L'U-510 va salpar de Kiel el 7 de juliol de 1942, va superar la bretxa entre Islàndia i les Illes Fèroe i va navegar a través de l'Atlàntic fins a la costa nord de Sud-amèrica. Allà va atacar tres vaixells i va enfonsar el vaixell mercant uruguaià Maldonado, de 5.285 TRB, el 2 d'agost. També va danyar el petrolier britànic Alexia, de 8.016 TRB , el 10 d'agost, i va enfonsar el vaixell mercant britànic Cressington Court, de 4.971 TRB, el 19 d'agost. El submarí va atracar a Lorient el 13 de setembre.

### Segona patrulla
L'U-510 va sortir de Lorient el 14 d'octubre de 1942 i va patrullar les aigües a l'oest de les Illes Canàries.El 31 d'octubre va torpedinar i danyar el vaixell mercant noruec Alaska, de 5.681 TRB, del comboi SL 125, mentre el vaixell rescatava homes del vaixell de transport de tropes Président Doumer , que havia estat enfonsat per l'U-604. Després que comencés l'Operació Torxa el 8 de novembre, el vaixell va rebre l'ordre de patrullar la costa del Marroc, però va ser bombardejat per un avió no identificat, cosa que va provocar una greu fuita de petroli. Va tornar a Lorient el 12 de desembre.

### Tercera patrulla
El submarí va salpar de Lorient una vegada més el 16 de gener de 1943 i es va dirigir a través de l'Atlàntic cap a la costa nord de Sud-amèrica. El 9 de març a les 03:00, el submarí U-510 va atacar el comboi BT-6 a unes 200 milles nàutiques (370 km; 230 mi) al nord-est de Paramaribo, a la Guaiana neerlandesa, enfonsant el vaixell mercant britànic Kelvinbank, de 3.872 TRB, i danyant els vaixells Liberty estatunidencs George G. Meade , Tabitha Brown i Joseph Rodman Drake , de 7.176 TRB. Va atacar el mateix comboi de nou tres hores més tard i aquesta vegada va danyar els vaixells Liberty Mark Hanna, James Smith , Thomas Ruffin i James K. Polk , aquests dos últims tan greument que més tard es van declarar pèrdues totals. El submarí va tornar a Lorient el 16 d'abril.

### Quarta patrulla
Ara sota el comandament de l'Oberleutnant zur See Alfred Eick, l'U-510 va salpar de Lorient el 3 de juny de 1943 i es va dirigir de nou cap a la costa nord de Sud-amèrica. El 8 de juliol va dur a terme una sèrie d'atacs contra el Comboi TJ-1, enfonsant el petrolier noruec BP Newton de 10.324 GRT [ 15 ] i el vaixell mercant americà Eldena de 6.900 GRT, i danyant el vaixell mercant letó Everagra de 3.702 GRT. Dos dies després, el 10 de maig, va enfonsar el vaixell mercant suec Scandinavia de 1.641 GRT. El submarí va tornar a Lorient el 29 d'agost.

### Cinquena patrulla
L'U-510 va sortir de Lorient el 3 de novembre de 1943, va navegar al voltant del Cap de Bona Esperança i va entrar a l'oceà Índic per operar davant la península Aràbiga.
El 22 de febrer de 1944, va fer dos atacs contra el Comboi PA-69 a unes 200 milles d'Aden, enfonsant el petrolier americà EG Seubert de 9.181 TRB i el petrolier britànic San Alvaro de 7.385 TRB ; també va danyar el petrolier noruec Erling Brøvig de 9.970 TRB.
El submarí va seguir el rumb cap a Penang, a Malaia, i va fer tres atacs més de camí. El 7 de març va torpedinar i enfonsar el vaixell mercant noruec ense escorta Tarifa , de 7.229 GRT, a unes 250 milles a l'est de Socotra, a l'oceà Índic. El 19 de març va enfonsar el vaixell Liberty estatunidenc John A. Poor, de 7.176 GRT, al mar d'Aràbia, i el 27 de març el vaixell d'arrossegament britànic HMS Maaløy (J136), de 249 GRT, davant de Ceilan, matant el príncep Hassan Farid Didi, fill de Sa Altesa Reial Abdul Majeed Didi, sultà electe de les Maldives, que anava a bord com a passatger. El príncep Hassan era ministre de l'Interior i cap de facto del govern del Sultanat de les Maldives. L'U-510 va arribar a Penang el 5 d'abril després d'un viatge de 155 dies, la seva patrulla més llarga.

### Sisena patrulla
Operant com a part del Gruppe Monsun, el U-510 va navegar a Singapur i després a Kobe, Japó, abans de tornar a Batavia . Des d'allà, el 26 de novembre de 1944, va salpar en la seva única patrulla de combat, tornant a Batavia el 3 de desembre sense haver tingut èxits.

### Setena patrulla
L'U-510 va sortir de Batavia l'11 de gener de 1945 per al viatge de tornada a Europa. L'U-510 portava amb si una càrrega de tungstè, estany, quinina, etc., procedents de l'Extrem Orient.
El 23 de febrer va enfonsar el vaixell mercant canadenc SS  Point Pleasant Park, sense escorta i amb un arqueig de 7.136 tones bruts , a unes 500 milles nàutiques (930 km) al nord-oest de Ciutat del Cap.
Després de rebre subministrament de petroli al sud-est de Madagascar per part del U-861 del KKpt Oesten , que també anava esgotat de combustible, l'U-510 es va quedar sense combustible a l'Atlàntic Nord, però d'alguna manera va aconseguir arribar a la base de Saint-Nazaire, a França, el 23 d'abril després de 103 dies al mar.

### Postguerra
Les forces americanes van capturar l'U-510 a Saint-Nazaire el 10 de maig de 1945. Atorgat als francesos el 1946, va ser comissionat per la Marina Francesa i rebatejat com a Bouan (S.612) el 24 de juny de 1947. Va servir fins que va ser apartat del servei l'1 de maig de 1959, rebatejat com a buc Q.176 el 23 de novembre de 1959 i va ser desmantellat el 1960.

## Llopades
L'U-510 va participar en dues llopades, concretament:
- Streitaxt (20 d'octubre – 2 de novembre de 1942)
- Schlagetot (9-21 de novembre de 1942)

## Sumari d'atac
| Data                 | Nom                 | Nationalitat | Tonnage (GRT) | Destí        |
| -------------------- | ------------------- | ------------ | ------------- | ------------ |
| 2 d'agost de 1942    | Maldonado           | Uruguay      | 5,285         | Enfonsat     |
| 10 d'agost de 1942   | Alexia              | Regne Unit   | 8,016         | Malmès       |
| 19 d'agost de 1942   | Cressington Court   | Regne Unit   | 4,971         | Enfonsat     |
| 31 d'octubre de 1942 | Alaska              | Noruega      | 5,681         | Malmès       |
| 9 de març de 1943    | George C. Meade     | Estats Units | 7,176         | Malmès       |
| 9 de març de 1943    | James K. Polk       | Estats Units | 7,177         | Pèrdua total |
| 9 de març de 1943    | James Smith         | Estats Units | 7,181         | Malmès       |
| 9 de març de 1943    | James Rodman Drake  | Estats Units | 7,181         | Malmès       |
| 9 de març de 1943    | Kelvinbank          | Regne Unit   | 3,872         | Enfonsat     |
| 9 de març de 1943    | Mark Hanna          | Estats Units | 7,176         | Malmès       |
| 9 de març de 1943    | Tabitha Brown       | Estats Units | 7,176         | Malmès       |
| 9 de març de 1943    | Thomas Ruffin       | Estats Units | 7,191         | Pèrdua total |
| 8 de juliol de 1943  | B. P. Newton        | Noruega      | 10,324        | Enfonsat     |
| 8 de juliol de 1943  | Eldena              | Estats Units | 6,900         | Enfonsat     |
| 8 de juliol de 1943  | Everagra            | Letònia      | 3,702         | Malmès       |
| 10 de juliol de 1943 | Scandinavia         | Suècia       | 1,641         | Enfonsat     |
| 22 de febrer de 1944 | E. G. Seubert       | Estats Units | 9,181         | Enfonsat     |
| 22 de febrer de 1944 | Erling Brøving      | Noruega      | 9,970         | Pèrdua total |
| 22 de febrer de 1944 | San Alvaro          | Regne Unit   | 7,385         | Enfonsat     |
| 7 de març de 1944    | Tarifa              | Noruega      | 7,229         | Enfonsat     |
| 7 de març de 1944    | John A. Poor        | Estats Units | 7,176         | Enfonsat     |
| 27 de març de 1944   | HMS Maaløy          | Royal Navy   | 249           | Enfonsat     |
| 23 de febrer de 1945 | Point Pleasant Park | Canada       | 7,136         | Enfonsat     |